# Vuelo 455 de Cubana

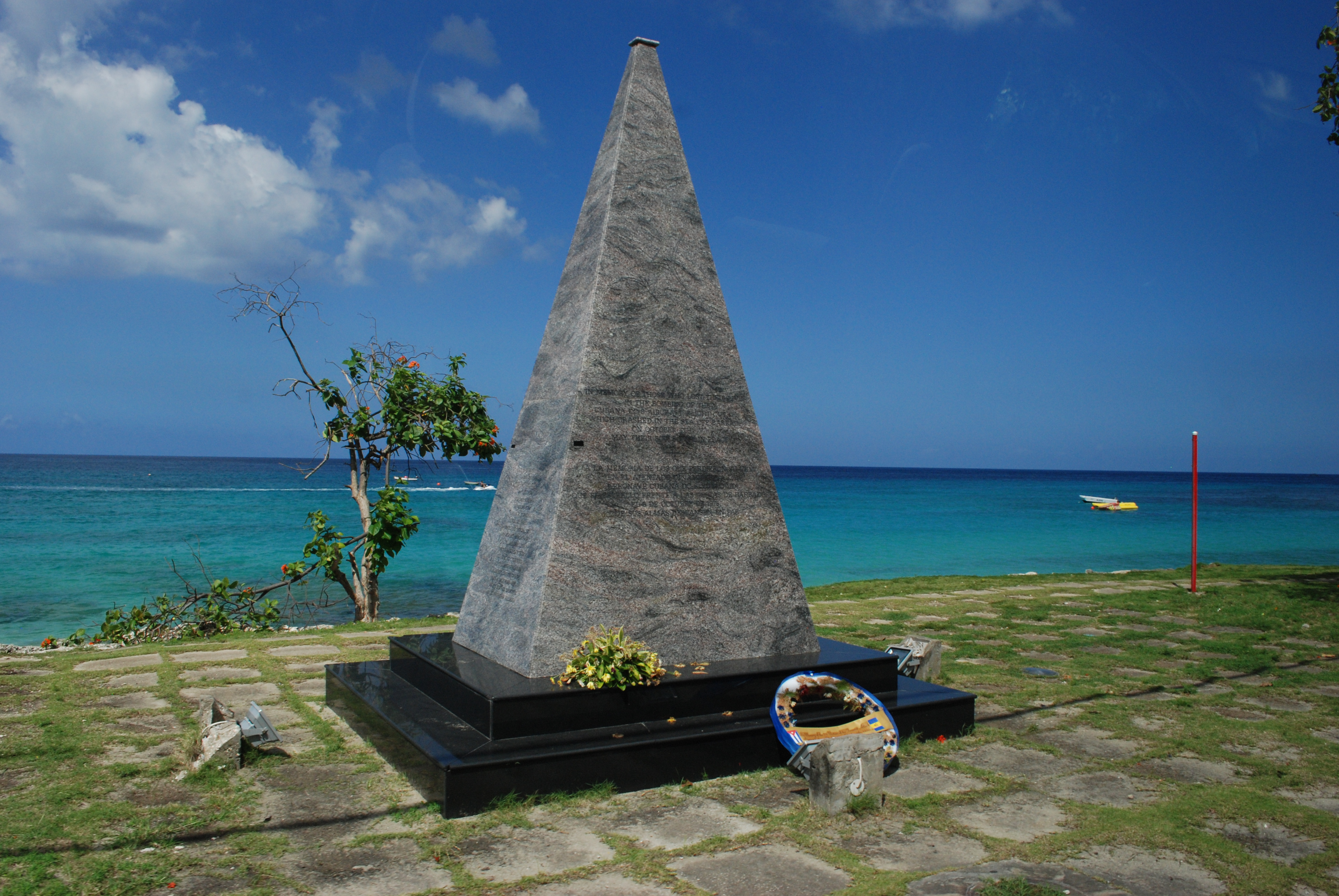
Monumento conmemorativo del Vuelo 455 - Bridgetown, Barbados

El vuelo 455 de Cubana, el cual se dirigía desde la isla de Barbados a la de Jamaica —con destino en la capital cubana de La Habana— fue destruido en un atentado terrorista que tuvo lugar el 6 de octubre de 1976. Las 73 personas a bordo de la aeronave, un Douglas DC-8 de fabricación estadounidense, resultaron muertas en el hasta entonces peor ataque de este tipo en el hemisferio occidental. En el luctuoso hecho se utilizaron dos bombas, descritas como dinamita o explosivo C-4.
La evidencia posterior implicó a varios individuos contrarios a la Revolución del exilio cubano que tenían vínculos con la CIA, además de algunos miembros de la policía secreta venezolana de aquel entonces (la denominada Dirección de los Servicios de Inteligencia y Prevención, DISIP).  

Además, el hecho tuvo rápidamente implicaciones políticas internacionales cuando el gobierno cubano acusó, aunque sin pruebas en concreto, al gobierno de los Estados Unidos de complicidad en el ataque. Documentos de la CIA recién desclasificados en 2005 indican que esa agencia estadounidense: 
«Tenía inteligencia concreta de avanzada, tan temprano como junio de 1976, sobre planes de grupos terroristas cubanos exiliados, de atacar con una bomba un avión de línea de Cubana».
Por su parte, el antiguo agente de la CIA Luis Posada Carriles negaría haber estado personalmente involucrado en el atentado, pero no obstante proveería varios detalles del mismo en su libro de 1994 Los caminos del guerrero.
Cuatro hombres fueron arrestados en relación con el atentado, y se realizó un juicio al respecto en Venezuela: Freddy Lugo y Hernán Ricardo Lozano fueron sentenciados a 20 años de prisión, pero Orlando Bosch Ávila fue finalmente absuelto debido a defectos técnicos en la consecución de las pruebas o evidencia por parte de la fiscalía y luego vivió en la ciudad de Miami, donde murió el día 27 de abril de 2011. Por su parte, Luis Posada Carriles estuvo detenido durante ocho años mientras aguardaba una sentencia definitiva, pero al final logró huir. Con posterioridad ingresó a los Estados Unidos, donde estuvo detenido por haber ingresado ilegalmente a su territorio, siendo liberado el 19 de abril de 2007. Vivió protegido en ese país hasta su muerte en 2018.

## El atentado
El 6 de octubre de 1976, el vuelo CU-455 de Cubana de Aviación partió desde Guyana hacia la capital cubana de La Habana, vía las islas de Trinidad, Barbados y Jamaica.

Sin embargo, el avión no logró llegar ni siquiera a Kingston, ya que a las 17:24, sólo nueve minutos después de haber despegado desde el Aeropuerto Internacional Grantley Adams y a unos 18 000 pies de altura, explotó una bomba que estaba escondida en el baño trasero. El capitán de ese vuelo, el piloto Wilfredo Pérez Pérez, emitió por radio el siguiente mensaje a la torre de control: 
«¡Tenemos una explosión a bordo, estamos descendiendo inmediatamente! ¡Tenemos fuego a bordo! ¡Solicitamos aterrizar de inmediato! ¡Tenemos una emergencia total!».
La aeronave inició un descenso rápido, mientras ambos pilotos trataban infructuosamente de llevar la aeronave de regreso al Aeropuerto de Seawell. Una segunda bomba explotó en el lapso de los siguientes minutos, contribuyendo definitivamente a que el avión se estrellase.
Como realizar un aterrizaje de emergencia ya no era posible, en apariencia el capitán decidió enfilar la aeronave hacia el Océano Atlántico, salvando eventualmente las vidas de los turistas que se encontraban en las playas cercanas. El avión finalmente se estrelló a unos 8 km del aeropuerto.
Las 73 personas a bordo murieron (48 pasajeros y 25 miembros de la tripulación). Según su desglose por nacionalidades, se trató de 57 cubanos, 11 guyanenses y 5 norcoreanos. Entre los fallecidos se encontraban los 24 miembros del equipo nacional juvenil de esgrima cubano, quienes regresaban a Cuba luego de haber ganado todas las medallas de oro en el Campeonato Centromericano y del Caribe; varios de ellos no llegaban ni siquiera a los 20 años de edad. Algunos funcionarios cubanos también se encontraban en el avión: Manuel Permuy Hernández, entonces director del Partido Comunista del Instituto Nacional de Deportes (INDER), Jorge de la Nuez Suárez, secretario del PCC para la flota pesquera de camarones, Alfonso González, comisionado nacional de deportes con armas de fuego y Domingo Chacón Coello, agente del Ministerio del Interior. Por su parte, los 11 pasajeros de Guyana incluían a estudiantes de medicina de solo 18 y 19 años de edad, además de la joven esposa de un diplomático de ese país sudamericano. Por su parte, los cinco norcoreanos eran funcionarios del gobierno de Kim Il-sung, además de un camarógrafo.

## Procesamiento judicial

### Arrestos
Horas después de las dos explosiones, las autoridades de Trinidad y Tobago arrestaron a Freddy Lugo y a Hernán Ricardo Lozano, exagentes venezolanos de la Dirección de los Servicios de Inteligencia y Prevención (DISIP) que habían abordado el avión en Trinidad y que en teoría viajaban a Cuba como destino final, pero que finalmente desembarcaron en la escala intermedia de Barbados, antes de volver a su isla de partida. Evidentemente, se trataba de un movimiento que ya de entrada resultaba ser muy sospechoso. Luego se descubriría que Ricardo había estado previamente viajando bajo una identidad falsa, bajo el nombre de José Vázquez García. Lugo y Ricardo finalmente confesaron, declarando haber actuado bajo órdenes de Luis Posada Carriles. Sus testimonios, además de otras pruebas o evidencias adicionales, implicaron a Posada Carriles junto al cubano Orlando Bosch Ávila.
El presidente Carlos Andrés Pérez ordena al agente cubano venezolano Orlando García como jefe de la DISIP, la investigación del atentado terrorista. El 14 de octubre de 1976, tanto Posada Carriles como Bosch fueron arrestados en Caracas y las oficinas de «Investigaciones Comerciales e Industriales C.A.» (ICICA), una agencia privada de investigaciones de la que Posada era dueño, fueron allanadas. Allí se encontraron armas, explosivos y un transmisor de radio. Ricardo era un empleado del ICICA cuando se produjo el ataque, mientras que Lugo trabajaba como fotógrafo para el Ministerio de Minas e Hidrocarburos. El siguiente 20 de octubre, funcionarios oficiales de Barbados, Cuba, Guyana, Trinidad y Tobago y Venezuela mantuvieron una reunión en Puerto España, durante la cual tomaron la decisión de que se realizase un juicio en Venezuela debido a que esa era el lugar de procedencia de los cuatro acusados. Poco tiempo después, Lugo y Ricardo fueron deportados a ese país.

### Juicio militar
El 25 de agosto de 1977, la juez Delia Estava Moreno derivó el caso a un tribunal militar, acusando a los cuatro conspiradores de haber cometido traición. Tres años después, en septiembre de 1980, un juez militar venezolano absolvió a los cuatro hombres. El fiscal apeló, argumentando que una corte militar era el foro judicial equivocado para juzgar el caso por dos razones: ninguno de los hombres acusados tenía grado militar alguno en 1976, y el delito de homicidio calificado no puede ser juzgado por un tribunal militar, sino por uno penal común. Por lo tanto, la Corte Militar de Apelación acordó declararse incompetente y renunciar a su jurisdicción respecto del eventual procesamiento de los sospechosos por parte de la misma. El juez sentenció que los acusados:
«Son civiles y los crímenes que se les imputa están regidos por el Código Penal (y no por el de Justicia Militar)... Los delitos comunes no están sujetos a las disposiciones del Código de Justicia Militar...».

### Juicio civil
Los cuatro fueron entonces acusados, ante la Corte Penal N° 11 de Venezuela, de los cargos de homicidio agravado. El 8 de agosto de 1985, el juez Alberto Pérez Marcano sentenció a Lugo y a Ricardo a cumplir 20 años de prisión cada uno. No obstante, el juez se abstuvo de aplicar una pena mayor “debido a la circunstancia de no tener un prontuario criminal previo”. Con respecto a Orlando Bosch Ávila, éste fue finalmente absuelto porque las pruebas recolectadas por las autoridades de la pequeña isla de Barbados durante el transcurso de la investigación no pudieron ser utilizadas en el juicio que se había previamente iniciado en Venezuela, ya que fueron presentadas demasiado tarde y aún no habían sido traducidas del inglés al español.
Por otro lado, Posada Carriles huyó de la penitenciaría de San Juan de los Morros en víspera de que el tribunal pronunciase su sentencia. Justamente había sido confinado a esa prisión luego de dos fallidos intentos de fuga anteriores. Posteriormente se alegaría que las autoridades venezolanas implicadas en su detención habían sido sobornadas para ayudarlo a escapar, o que le habrían permitido hacerlo. En esas nuevas condiciones, no se pudo alcanzar ningún veredicto contra él porque, según el Código Penal entonces vigente en Venezuela, un proceso judicial no podía ser en ausencia (in absentia) y por el contrario requería la presencia del acusado durante la sustanciación del mismo. La Corte entonces emitió una orden de detención contra él, la cual en noviembre de 2005 aún se encontraba pendiente.

### Consecuencias legales a largo plazo
Otro juez ordenó que el caso fuese revisado por una Corte de Apelación. El entonces gobierno venezolano declinó apelar el caso, y en noviembre de 1987, Orlando Bosch Ávila Ávila fue liberado. Había cumplido 11 años de prisión, a pesar de haber sido absuelto, no una sino dos veces. Por su parte, Lugo y Lozano fueron finalmente liberados en 1993 y continuaban residiendo en Venezuela. Por su parte, Posada huyó a Panamá y luego a los Estados Unidos. En abril de 2005, el gobierno de Hugo Chávez emitió una nueva orden de captura contra este último, en conexión el atentado terrorista contra el vuelo 455 de Cubana. No obstante, un juez de inmigración de los Estados Unidos falló que Posada no podía ser deportado ni a Cuba ni a Venezuela porque «podía ser sujeto a torturas en esos países».
El 18 de julio de 1990, el entonces presidente de EUA, George H.W. Bush (padre del posterior mandatario George W. Bush), a solicitud de su hijo Jeb Bush, perdonó a Bosch de todos los cargos estadounidenses que sobre él todavía pesaban. Este perdón fue otorgado a pesar de las objeciones del propio Departamento de Defensa, respecto de que Bosch era uno de los más letales terroristas que habían actuado «dentro del hemisferio [occidental]», agregando que «aunque varios países buscan la extradición de Bosch, él continúa libre en los Estados Unidos». La presión política para otorgarle un perdón a Orlando Bosch Ávila  había comenzado durante una campaña al Congreso de los Estados Unidos realizada por Ileana Ros-Lehtinen, ella misma una cubana estadounidense (esa campaña en cuestión había sido supervisada por Jeb Bush, quien por su parte llegaría a ser electo gobernador del estado de la Florida, cargo que desempeñaría hasta 2007).
En 2005, Posada fue detenido en el estado de Texas por las autoridades inmigratorias de los Estados Unidos, bajo la acusación de ingreso ilegal a su territorio. El 28 de septiembre de 2005, un juez de inmigración estadounidense sentenció que Posada no podía ser deportado porque enfrentaba la amenaza de torturas en Venezuela. Los cargos fueron finalmente retirados el 8 de mayo de 2007. Su previa liberación bajo fianza el 19 de abril de ese año había provocado una fuerte reacción negativa por parte de los gobiernos izquierdistas de Cuba y Venezuela.
En 2007, el congresista Bill Delahunt y José Pertierra, un abogado de inmigración que representaba al gobierno de Venezuela, argumentaron que Posadas sí podía ser deportado, debido a que el gobierno de EUA en realidad estaba haciendo una excepción legal en su caso. Ya que, según ellos, Estados Unidos practica la dudosamente legal extraordinary rendition respecto de la captura y el transporte de sospechosos de terrorismo a Egipto y Siria (ambos países acusados de haber practicado torturas contra prisioneros), EUA también podría deportar a Posada Carriles a Cuba o Venezuela.
Liberado de sus cargos en Venezuela, Orlando Bosch Ávila viajó a Estados Unidos, con la asistencia del entonces embajador de Estados Unidos en Caracas, Otto Reich; allí, sería finalmente detenido debido a la violación de los términos de su libertad condicional.
El Departamento de Justicia de los Estados Unidos había urgido a esa Corte a mantenerlo en prisión porque él era «un autor intelectual (mastermind) reconocido de conspiraciones y ataques terroristas», un riesgo y un peligro para la comunidad.

## Conocimiento de parte de la CIA y del FBI
«Las autoridades de los EE.UU. saben que el terrorista internacional Orlando Bosch Ávila Ávila y su organización, de la que Luis Posada Carriles es miembro, tramaron la conspiración para hacer estallar este avión. Esto no sólo está apoyado por investigaciones realizadas en Cuba. Joe Whitley, Associate Attorney General estadounidense que analizó cientos de documentos públicos y archivos secretos de la CIA y del FBI, concluyó que la Coordinadora de Organizaciones Revolucionarias Unidas fue responsable por el ataque y el líder máximo de este grupo terrorista era Bosch.»
José Luis Méndez, autor de varios libros sobre los militantes contrarios al gobierno de Fidel Castro.

Luis Posada Carriles, un cubano exiliado y nacionalizado venezolano, entre 1967 y 1974 había sido el director de contrainteligencia de la Dirección de los Servicios de Inteligencia y Prevención (DISIP) de Venezuela. Por otro lado, un documento clasificado estadounidense, liberado a través de la FOIA (Freedom of Information Act, Acta de libertad de información), confirma el estatus que llegó a tener Posada Carriles con la Agencia Central de Inteligencia de los Estados Unidos:
«Luis Posada, en quien la CIA tiene un interés operacional - Posada está recibiendo aproximadamente 300 dólares por mes de la CIA».
Además, Posada estaba fuertemente involucrado con los grupos derechistas del exilio cubano de Miami, contrarios al gobierno cubano, en particular con la Fundación Nacional Cubano-Americana (National Cuban-American Foundation, CANF) y con la Coordinadora de Organizaciones Revolucionarias Unidas (CORU), en ese momento dirigida por Orlando Bosch.
De acuerdo a documentos, Posada dejó de ser un activo de la CIA en 1974, pero continuó teniendo «contactos ocasionales» con ella hasta junio de 1976, unos cuatro meses antes del atentado terrorista contra el vuelo 455 de Cubana. Además, como ya se ha mencionado antes, ya para junio de ese año, la CIA tenía inteligencia avanzada acerca de los posibles planes terroristas de grupos radicalizados del exilio cubano de atacar un avión de la aerolínea Cubana de Aviación, e incluso uno de los agentes del FBI en Caracas llegó a tener varios contactos con uno de los venezolanos que finalmente terminarían colocando las bombas en la aeronave. A pesar de esa información sobre un posible atentado, se les proveyó de visa de entrada a los Estados Unidos el 1 de octubre (cinco días antes del ataque), a pesar de las sospechas que pesaban sobre él, en particular las relacionadas al hecho de que aparentemente estaba involucrado en actividades terroristas bajo la dirección de Luis Posada Carriles.

Un documento desclasificado de la CIA, con fecha original del 12 de octubre de 1976 (seis días después del atentado terrorista y casi un mes después de la reunión de recolección de fondos para la CORU, que tuvo lugar el 15 de septiembre), cita a Posada Carriles diciendo «Vamos a golpear un avión de línea cubano... Orlando tiene los detalles» (Las identidades de Orlando y las del pronombre tácito «nosotros» delante de ese «Vamos» eran desconocidas en ese momento). Un documento desclasificado del FBI, fechado el 21 de octubre de 1976, cita al entonces miembro de la CORU Secundino Carrera señalando que esa organización contraria al gobierno cubano:
«Era responsable por la bomba en el DC-8 de Cubana de Aviación del 6 de octubre de 1976... Esa bomba y las muertes resultantes estaban plenamente justificadas porque la CORU estaba en guerra contra el régimen de Fidel Castro».
Carrera entonces también expresó su satisfacción debido al interés que había despertado ese atentado dentro de los Estados Unidos, en parte porque estaba distrayendo la atención hacia él mismo y su asociado. Documentos liberados por el National Security Archive el 3 de mayo de 2007 revelan los vínculos que Posada Carriles tenía con el atentado al vuelo 455 de Cubana de 1976 y con otros planes de ataques terroristas y conspiraciones, incluyendo una oficina de la aerolínea British West Indian Airways en Barbados y la embajada de Guyana en Trinidad y Tobago.
Por su lado, Peter Kornbluh, director de la documentación relacionada con Cuba dentro del National Security Archive (NSA), mencionó que «estos proveen de pruebas adicionales sobre el involucramiento de Posada en esfuerzos violentos para socavar el gobierno comunista de Castro». La NSA es una organización de investigación independiente que se encuentra en la Universidad George Washington (George Washington University).

## Conmemoración en el Caribe
En la localidad barbadense de Saint James fue erigido un monumento para honrar la memoria de las personas muertas en el atentado, el cual fue visitado varias veces por el propio líder cubano Fidel Castro (antes de su convalecencia desde mediados de 2006), incluyendo una visita durante una reunión del CARICOM en diciembre de 2005, durante la cual funcionarios cubanos pidieron que Posada Carriles:
«Sea llevado a la justicia para traer un cierre a este flagrante incidente que causó tanto dolor a los pueblos de la región».
En 2008, se encontraba en construcción otro monumento para conmemorar este ataque terrorista, esta vez en la ciudad de Georgetown (capital de Guyana, desde donde partió el vuelo saboteado).